# Biografielijst Sk

## Ska

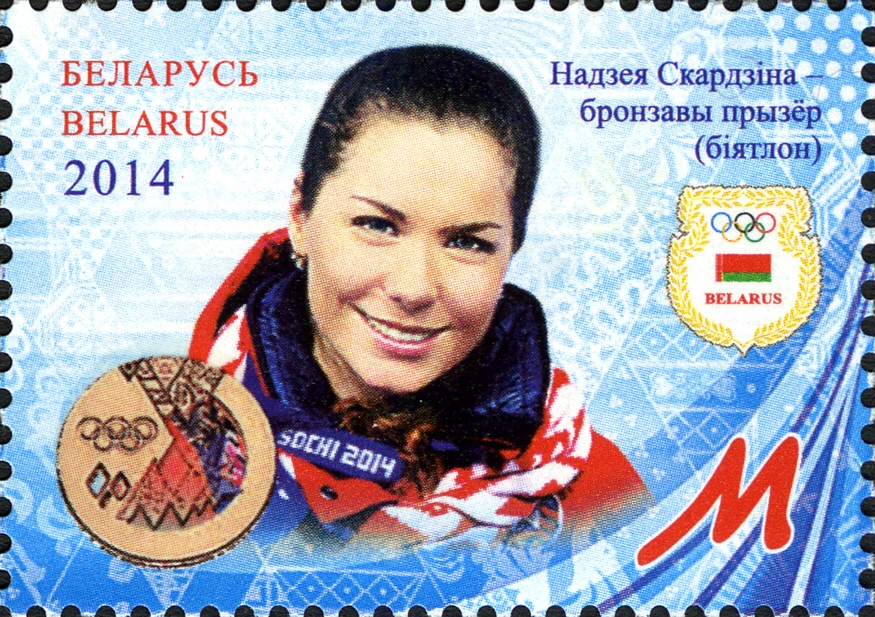
Nadezjda Skardino

- Marie-Hélène Ska (1969), Belgisch syndicaliste
- Skanderbeg (1405-1468), nationale held van de Albanezen
- Sindre Bjørnestad Skar (1992), Noors langlaufer
- Nadezjda Skardino (1985), Wit-Russisch biatlete
- Stellan Skarsgård (1951), Zweeds acteur

## Ske
- Peter Skellern (1947-2017), Engels singer-songwriter en pianist
- Nick Skelton (1957), Brits springruiter
- Tom Skerritt (1933), Amerikaans acteur

## Ski
- Matt Skiba (1976), Amerikaans muzikant
- Burrhus Skinner (1904-1990), Amerikaans psycholoog
- Edwin Skinner (1940), atleet uit Trinidad en Tobago
- Frank Skinner (1897-1968), Amerikaans componist
- Claire Skinner (1965), Brits actrice
- Mike Skinner (1978), Brits rapper en muzikant (The Streets)
- Joseph Skipsey (1832-1903), Brits mijnwerker en dichter
- Kristine Stavås Skistad (1999), Noors langlaufster

## Skj
- Maren Skjøld (1993), Noors alpineskiester

## Skl
- Jason & Randy Sklar (1972), Amerikaans tweelingbroers, acteurs, filmproducenten, scenarioschrijvers, komieken en sportverslaggevers

## Sko

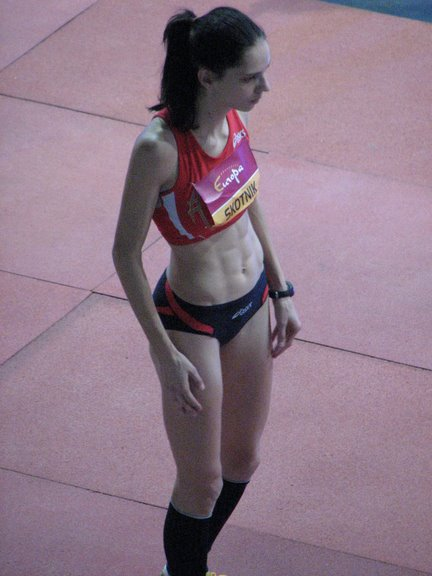
Melanie Skotnik

- Joeri Skobov (1949-2024), Russisch langlaufer
- Emil Škoda (1839-1900), Tsjechisch ingenieur en industrieel
- Josip Skoko (1975), Australisch-Kroatisch voetballer
- Tim Sköld (1966), Zweeds muzikant
- Alex Skolnick (1968), Amerikaans jazz- en thrashgitarist
- Pavlo Skoropadsky (1873-1945), Oekraïens generaal en politicus
- Myroslav Skoryk (1938), Oekraïens componist en musicoloog
- Melanie Skotnik (1982), Duits/Frans atlete
- Leonid Skotnikov (1951), Russisch rechter en diplomaat
- Jens C. Skou (1918-2018), Deens scheikundige en Nobelprijswinnaar
- Sophia Skou (1975), Deens zwemster

## Skr
- Vjekoslav Škrinjar (1969), Kroatisch voetballer
- Alexander Skrjabin (1872-1915), Russisch componist en pianist
- Frantisek Škroup (1801-1862), Tsjechisch componist
- Stanisław Skrowaczewski (1923-2017), Pools-Amerikaanse dirigent
- Martin Škrtel (1984), Slowaaks voetballer
- Anastasiya Skryabina (1985), Oekraïens alpineskiester
- Sławomir Skrzypek (1963-2010), Pools econoom

## Sku
- Austra Skujytė (1979), Litouws atlete
- Josef Skupa (1892-1957), Tsjechisch poppenspeler
- Julius Skutnabb (1889-1965), Fins schaatser
- Igor Skuz (1976), Oekraïens autocoureur

## Skv
- Dino Škvorc (1990), Kroatisch voetballer
- Josef Škvorecký (1924-2012), Tsjechisch-Canadees dissident, schrijver, dichter, vertaler en uitgever
- Nikolaj Skvortsov (1984), Russisch zwemmer

## Skw
- Alexander Skwortsow (1944-2010), Russisch violist

## Sky
- Velvet Sky (1981), Amerikaans professioneel worstelaarster
- Azura Skye (1981), Amerikaans actrice
- Roberto Skyers (1991), Cubaans atleet